# Казачий генерал
Погоны казачьего генерала
Казачий генерал — специальное звание — высший чин членов казачьих обществ, внесенных в Государственный реестр казачьих обществ в Российской Федерации. 
Установлен Указом Президента Российской Федерации от 24 апреля 1998 года № 447 «О форме одежды, знаках различия и чинах не проходящих военную службу членов казачьих обществ, внесенных в государственный реестр казачьих обществ в Российской Федерации».

## История
В соответствии с Указом Президента Российской Федерации от 24 апреля 1998 года № 447 до утраты силы в соответствии с Указом Президента Российской Федерации от 9 февраля 2010 г. № 171 чин присваивался Президентом Российской Федерации лицам, занимающим должность атамана войскового казачьего общества (в соответствии с Указом Президента Российской Федерации от 30 декабря 1999 г. № 1740 также — должности атамана окружного (отдельского) казачьего общества (если общая численность казачьего общества составляет свыше 10 тыс. членов) и заместителя (товарища) атамана войскового казачьего общества (если общая численность казачьего общества составляет свыше 30 тыс. членов)).
В соответствии с Указом Президента Российской Федерации от 9 февраля 2010 года № 169 чин присваивается президентом Российской Федерации лицам, занимающим должность атамана войскового казачьего общества.

## Знаки различия
В соответствии с Указом Президента Российской Федерации от 9 февраля 2010 г. № 171 погоны — прямоугольные, с трапециевидным верхним краем, с полями из галуна специального переплетения серебристого цвета или цвета ткани одежды, с кантами установленных (по казачьим обществам) цветов.
На погонах — две вышитые или металлические пятилучевые звезды золотистого или защитного цвета, размещенные с двух сторон от продольной осевой линии погона.

## Список казачьих генералов
После даты присвоения чина стоит номер Указа Президента Российской Федерации, которым присвоен чин.
1. 4 января 1999 г., № 3 — Громов, Владимир Прокофьевич, атаман Кубанского войскового казачьего общества
2. 4 января 1999 г., № 3 — Хижняков, Вячеслав Фадеевич, атаман войскового казачьего общества «Всевеликое войско Донское»
3. 4 января 1999 г., № 3 — Шевцов, Владимир Константинович, атаман Терского войскового казачьего общества
4. 24 июня 1999 г., № 810 — Полуянов, Виталий Алексеевич, атаман Уссурийского войскового казачьего общества
5. 2 июня 2000 г., № 1012 — Богданов, Александр Васильевич, атаман Забайкальского войскового казачьего общества
6. 2 июня 2000 г., № 1012 — Водолацкий, Виктор Петрович, атаман войскового казачьего общества «Всевеликое войско Донское»
7. 15 июля 2000 г., № 1324 — Лелюх, Владимир Федорович, атаман Иркутского войскового казачьего общества
8. 15 июля 2000 г., № 1324 — Плетнев, Виктор Яковлевич, атаман Сибирского войскового казачьего общества
9. 13 января 2001 г., № 33 — Бондарев, Василий Павлович, атаман Терского войскового казачьего общества
10. 6 февраля 2001 г., № 131 — Миронов, Владимир Николаевич, атаман Енисейского войскового казачьего общества
11. 21 января 2002 г., № 69 — Козаев, Марат Сафонкаевич, атаман Аланского республиканского окружного казачьего общества Терского войскового казачьего общества
12. 19 февраля 2004 г., № 222 — Гусев, Борис Николаевич, атаман Волжского войскового казачьего общества
13. 28 июня 2005 г., № 737 — Шахов, Николай Иванович, атаман Иркутского войскового казачьего общества
14. 6 сентября 2005 г., № 1058 — Платов, Павел Иванович, атаман Енисейского войскового казачьего общества
15. 9 октября 2006 г., № 1100 — Бирюков, Александр Алексеевич, заместитель атамана войскового казачьего общества «Всевеликое войско Донское»
16. 4 ноября 2006 г., № 1239 — Острягин, Анатолий Иванович, атаман Сибирского войскового казачьего общества
17. 13 января 2007 г., № 31 — Глуховский, Владимир Ильич, атаман Оренбургского войскового казачьего общества
18. 12 марта 2009 г., № 265 — Долуда, Николай Александрович, атаман Кубанского войскового казачьего общества
19. 21 октября 2011 г., № 1396 — Бобров, Сергей Григорьевич, атаман Забайкальского войскового казачьего общества
20. 21 октября 2011 г., № 1396 — Миронов, Иван Кузьмич, атаман Волжского войскового казачьего общества
21. 21 октября 2011 г., № 1396 — Романов, Владимир Иванович, атаман Оренбургского войскового казачьего общества
22. 9 апреля 2012 г., № 410 — Налимов, Валерий Иванович, атаман войскового казачьего общества «Центральное казачье общество»
23. 23 июня 2014 г., № 458 — Привалов, Геннадий Николаевич, атаман Сибирского войскового казачьего общества (с августа 2012 г.)
24. 5 августа 2015 г., № 400 — Гончаров, Виктор Георгиевич, атаман войскового казачьего общества «Всевеликое войско Донское»
25. 17 января 2017 г., № 20 — Артамонов, Павел Петрович, атаман Енисейского войскового казачьего общества
26. 2 августа 2019 г., № 368 — Степанов, Владимир Николаевич, атаман Уссурийского войскового казачьего общества